# Guatteria sylvicola
Guatteria sylvicola este o specie de plante angiosperme din genul Guatteria, familia Annonaceae, descrisă de Spencer Le Marchant Moore. Conform Catalogue of Life specia Guatteria sylvicola nu are subspecii cunoscute.